# Brief van Petrus aan Filippus
De  Brief van Petrus aan Filippus is een gnostische tekst waarvan twee handschriften in een Koptische vertaling gevonden zijn. Het eerste maakte onderdeel uit van de vondst van de Nag Hammadigeschriften in 1945. Het tweede handschrift maakt deel uit van de codex Tschacos en werd omstreeks 1978 ontdekt bij een vermoedelijk illegale opgraving nabij het Egyptische Minya. Er moet een oorspronkelijk Griekse tekst zijn geweest, maar daar is nooit iets van gevonden. De Koptische vertalingen zijn duidelijk onafhankelijk van elkaar tot stand gekomen, maar er zijn geen grote verschillen tussen de beide handschriften. De oorspronkelijke Griekse tekst moet omstreeks 200 geschreven zijn. 
De titel is ontleend aan een deel in het begin van het handschrift, waarin Petrus in een brief aan Filippus de laatste maant om aanwezig te zijn bij een bijeenkomst van de apostelen op de Olijfberg. Het vervolg van de tekst is vooral een openbaring door Jezus aan de apostelen over een aantal typisch gnostische thema's. 
De tekst heeft een aanzienlijk aantal verwijzingen naar het Bijbelboek Handelingen van de apostelen. Met het plaatsen van de tekst in die context en door de apostelen ontvangers te maken van gnostische openbaringen heeft de auteur de bedoeling de verkondigde boodschap meer gewicht te geven. Sommige auteurs op het vakgebied zien in de tekst ook een oproep voor herstel van christelijke eenheid door duidelijk te maken dat openbaringen bemoeilijkt kunnen worden door verdeeldheid onder de apostelen, zoals de afzondering van Filippus. Die interpretatie wordt door anderen op het vakgebied betwist.

## Essentie van de inhoud
Petrus laat Filippus weten, dat de apostelen een opdracht van Jezus hebben ontvangen om samen te komen met het doel verdere instructies te ontvangen over de verkondiging van het evangelie. Uit de tekst wordt duidelijk, dat Filippus zich heeft afgezonderd en ook al een keer bij een eerdere bijeenkomst niet aanwezig was. Filippus besluit deze keer te komen en alle apostelen zijn dan aanwezig op de Olijfberg. Ook in Handelingen I is sprake van een bijeenkomst van de apostelen op die berg waar zij een aantal wonderen verrichten.
In de tekst van het handschrift bidden de apostelen om kracht. Geef ons kracht, want zij zijn eropuit ons te doden. In de vakliteratuur wordt dit gerelateerd aan Handelingen 7, 8, waar sprake is van vervolging van de eerste christenen.  Daarna verschijnt een groot licht en een stem die zich bekendmaakt als Jezus Christus.  
De apostelen hebben vijf vragen aan Jezus die essentieel zijn voor het gnostische geloof. De eerste vraag handelt over het tekort van de eonen, goddelijke zijnsvormen. In feite is de vraag hoe de breuk in het pleroma in ontstaan. In de gnostiek is pleroma de benaming voor de volheid, de structuur en  verblijfplaats van de goddelijke wereld. De tweede vraag is hoe wij op op deze aardse wereld gevangen gehouden worden. De derde vraag is hoe wij hier zijn gekomen en weer heen kunnen gaan. De vierde vraag is hoe wij de kracht krijgen vrijmoedig te spreken en de vijfde is waarom de boze machten tegen ons strijden. 
Jezus beantwoordt die vragen. Hij doet dat door een samenvatting te geven van de gnostische mythologie. De schepping is het resultaat van een breuk binnen het pleroma. In de meeste gnostische verhalen is het Sophia, ook wel Pistis Sophia, die uit zichzelf iets wil voortbrengen zonder de wil van de Vader van het Al, de hoogste God binnen de gnostiek.  In de tekst van de  Brief van Petrus aan Filippus wordt zij de  Moeder genoemd die dat wil volbrengen. Dat heeft een misgeboorte tot gevolg. Die wordt door de Moeder buiten het pleroma gestoten. Dat heeft de komst van de demiurg tot gevolg die in deze tekst de Zelfgenoegzame wordt genoemd. Die is samen met zijn handlangers, de kwade machten, verantwoordelijk voor de schepping van de stoffelijke wereld en de mens. De auteur van het werk duidt dit kort aan, omdat hij kennelijk veronderstelt dat de kennis over dit onderwerp in essentie  al bij de lezers van het handschrift bekend is. 
De apostelen krijgen verder te horen dat zij op de wereld worden vastgehouden omdat zij Jezus toebehoren. Als zij afscheid van het stoffelijke weten te nemen, zullen zij lichtbrengers onder  de sterfelijke mensen worden. De boze machten strijden tegen hen, omdat zij niet willen dat de mensen gered en verlost worden. De apostelen  stellen hierna de vraag hoe de strijd tegen de boze machten gevoerd dien te worden. Het antwoord is  Kom samen en onderricht in de wereld de beloofde verlossing, omgordt je met de kracht van de Vader en maak je gebeden bekend. En Hij, de Vader, zal jullie helpen, zoals hij jullie al geholpen heeft door mij te zenden.  Daarna verdwijnt Jezus.   
De apostelen keren terug naar Jeruzalem. Net als in Handelingen 2 houdt Petrus bij de tempel een toespraak. Op het vakgebied wordt gesteld dat dit waarschijnlijk al een bestaande tekst moet zijn geweest, waaraan de auteur de typisch gnostische boodschap van de ontkenning van het lijden van Jezus aan het kruis heeft toegevoegd. De toespraak bevat dan ook de woorden: Mijn broeders, dit lijden is Jezus vreemd, maar wij zijn het die geleden hebben door de overtreding van de Moeder.  
De tekst eindigt met een verschijning van Christus en de komst van de Heilige Geest. Na een tweede verschijning van Christus gaan de apostelen uiteen om de ontvangen boodschap te prediken. 